# Renault Étoile Filante
El Renault Étoile Filante (Estrella Fugaz) fue el único intento de Renault de crear un automóvil propulsado por una turbina de gas y establecer un récord de velocidad en tierra para este tipo de vehículos.

## Historia
En 1954, el fabricante francés de turbinas aeronáuticas Turbomeca, propuso a Renault que fabricara un automóvil propulsado con una  turbina de gas, tanto para resaltar los beneficios de la tecnología como para intentar romper el récord de velocidad de un automóvil impulsado con una turbina de gas. 
Renault creó el automóvil y lo probó en un túnel de viento entre 1954 y 1955. En 1956, Jean Hébert y un equipo de Renault se fueron al salar de Bonneville en Utah para las pruebas de velocidad. El coche alcanzó una velocidad media de 191 mph  (307.4 km/h), logrando un récord mundial para vehículos con motor de turbina. Estas pruebas de velocidad también ayudaron a promover las ventas en los Estados Unidos del modelo de automóvil más reciente de Renault, el Dauphine. El Étoile Filante apareció más tarde en exhibiciones de motor por todo el mundo. Sin embargo, a principios de la década de 1960, el final de la era de las turbinas de gas impidió que Renault fabricara un segundo automóvil y se descuidó su récord de velocidad. 
A mediados de la década de 1990, Renault decidió restaurar el automóvil, con miras a que volviera a funcionar. Se desmontó completamente el automóvil en la fábrica de Billancourt en París, recuperando el chasis y reparando el motor. Frente a una multitud expectante, el automóvil fue encendido y movido por su propia fuerza por primera vez desde 1956. Ahora se conserva como parte de la colección de autos históricos de Renault. 

## Regreso a Bonneville
En 2016, para celebrar el 60 aniversario de la carrera récord del Étoile Filante en 1956, el automóvil fue equipado con un motor eléctrico y fue llevado al salar de  Bonneville, con Nicolas Prost, hijo de Alain Prost, al volante. No compitió por un récord. En cambio, un nuevo récord de  76,5 mph (123,1 km/h) se estableció en un Renault Dauphine, de nuevo con Nicolas Prost al volante.